# In the Cupboard
In the Cupboard è il quinto EP del gruppo indie-wizard rock Harry and the Potters, formato dai fratelli Paul e Joe DeGeorge. Pubblicato a luglio del 2008 dall'etichetta indipendente Eskimo Laboratories, l'EP è ispirato al secondo e settimo capitolo della saga di Harry Potter, rispettivamente Harry Potter e la camera dei segreti e Harry Potter e i Doni della Morte. A suo tempo, fu selezionato come "EP Wizard Rock del Mese" di luglio 2008.

## Tracce
1. Priori Incantatem – 1:28
2. The Economics of the Wizarding World Don't Make Sense – 1:50
3. Alohomora – 1:51
4. The Chamber – 1:48
5. Dudley!!! – 0:49
6. Fleur is Fine – 1:22
7. Expulsion During Disapparation – 1:39
8. Nearly Headless Nick – 1:09
9. Ted – 1:35
10. Ice Cream Man – 2:51

## Formazione

### Harry and the Potters
- Joe DeGeorge - voce, batteria, chitarra, sassofono baritono e melodica
- Paul DeGeorge - voce, batteria, tastiere, sassofono tenore, glockenspiel e theremin

### Produzione
Registrato nello scantinato di casa DeGeorge, Norwood, Massachusetts
- Prodotto dagli Harry and the Potters